# فلوول (یوتا)
فلوول (به انگلیسی: Flowell) یک منطقهٔ مسکونی در ایالات متحده آمریکا است که در شهرستان میلارد، یوتا واقع شده‌است. فلوول ۱٬۴۳۵٫۰۲ متر بالاتر از سطح دریا قرار دارد.